# Saint-Éloy-les-Mines
Pour les articles homonymes, voir Saint-Éloy.
Saint-Éloy-les-Mines est une commune française située dans le département du Puy-de-Dôme, en région Auvergne-Rhône-Alpes.

## Géographie

### Localisation
La commune de Saint-Éloy-les-Mines est située dans les Combrailles, au nord-ouest du département du Puy-de-Dôme.
Elle a fait partie, jusqu'aux élections départementales de mars 2015, du canton de Montaigut ; à la suite du redécoupage des cantons du département, la commune est le bureau centralisateur d'un canton de 35 communes.
Saint-Éloy-les-Mines est limitrophe avec six communes, toutes situées dans le département du Puy-de-Dôme :
| Montaigut | Buxières-sous-Montaigut | Durmignat  |
|           | Saint-Éloy-les-Mines    | Moureuille |
| Youx      |                         | Menat      |

### Climat
Pour des articles plus généraux, voir Climat d'Auvergne-Rhône-Alpes et Climat du Puy-de-Dôme.
En 2010, le climat de la commune est de type climat océanique dégradé des plaines du Centre et du Nord, selon une étude du Centre national de la recherche scientifique s'appuyant sur une série de données couvrant la période 1971-2000. En 2020, Météo-France publie une typologie des climats de la France métropolitaine dans laquelle la commune est exposée à un climat de montagne ou de marges de montagne et est dans la région climatique Ouest et nord-ouest du Massif Central, caractérisée par une pluviométrie annuelle de 900 à 1 500 mm, maximale en automne et en hiver.
Pour la période 1971-2000, la température annuelle moyenne est de 10,1 °C, avec une amplitude thermique annuelle de 15,4 °C. Le cumul annuel moyen de précipitations est de 807 mm, avec 10,6 jours de précipitations en janvier et 7,4 jours en juillet. Pour la période 1991-2020, la température moyenne annuelle observée sur la station météorologique de Météo-France la plus proche, « Echassières_sapc », sur la commune d'Échassières à 8 km à vol d'oiseau, est de 10,3 °C et le cumul annuel moyen de précipitations est de 847,3 mm,. Pour l'avenir, les paramètres climatiques de la commune estimés pour 2050 selon différents scénarios d'émission de gaz à effet de serre sont consultables sur un site dédié publié par Météo-France en novembre 2022.

## Urbanisme

### Typologie
Au 1er janvier 2024, Saint-Éloy-les-Mines est catégorisée bourg rural, selon la nouvelle grille communale de densité à sept niveaux définie par l'Insee en 2022.
Elle appartient à l'unité urbaine de Saint-Éloy-les-Mines, une agglomération intra-départementale regroupant trois  communes, dont elle est ville-centre,,. Par ailleurs la commune fait partie de l'aire d'attraction de Saint-Éloy-les-Mines, dont elle est la commune-centre,. Cette aire, qui regroupe 15 communes, est catégorisée dans les aires de moins de 50 000 habitants,.

### Occupation des sols
L'occupation des sols de la commune, telle qu'elle ressort de la base de données européenne d’occupation biophysique des sols Corine Land Cover (CLC), est marquée par l'importance des territoires agricoles (63,8 % en 2018), en diminution par rapport à 1990 (69,7 %). La répartition détaillée en 2018 est la suivante : 
prairies (44,8 %), zones agricoles hétérogènes (19 %), forêts (16,1 %), zones urbanisées (12,7 %), zones industrielles ou commerciales et réseaux de communication (3,4 %), milieux à végétation arbustive et/ou herbacée (2,7 %), eaux continentales (1,3 %). L'évolution de l’occupation des sols de la commune et de ses infrastructures peut être observée sur les différentes représentations cartographiques du territoire : la carte de Cassini (XVIIIe siècle), la carte d'état-major (1820-1866) et les cartes ou photos aériennes de l'IGN pour la période actuelle (1950 à aujourd'hui).

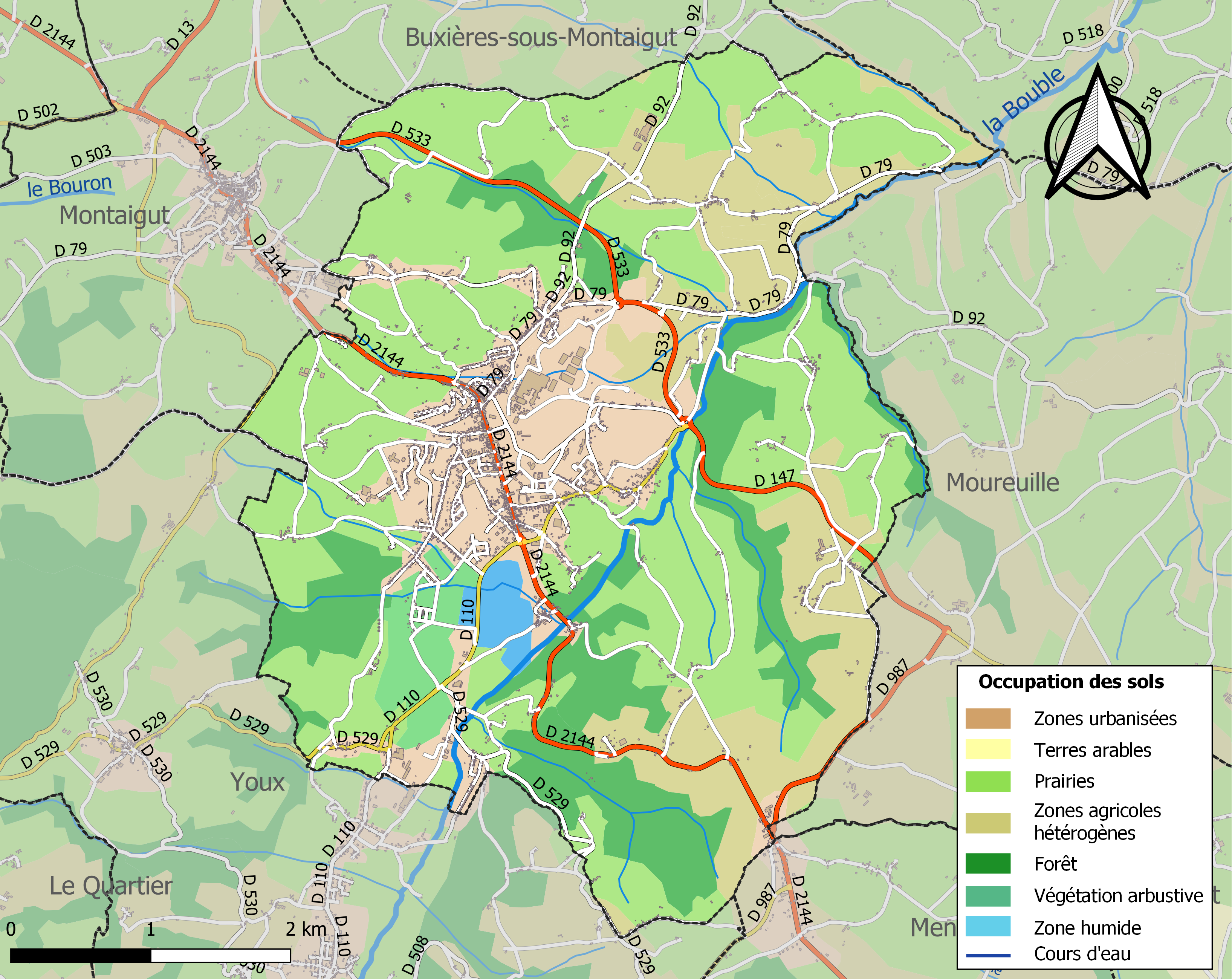
Carte des infrastructures et de l'occupation des sols de la commune en 2018 (CLC).

### Voies de communication et transports

#### Voies routières
La commune de Saint-Éloy-les-Mines est traversée par la route départementale 2144, ancienne route nationale 144 reliant Clermont-Ferrand au sud-est (60 km environ) via Menat, Combronde et Riom, et Montluçon au nord-ouest (30 km environ), via Montaigut et Néris-les-Bains. Cette route permet de rejoindre l'A71, par la sortie 12.1 (Combronde) depuis Clermont-Ferrand, ou par la sortie 11 (Montmarault) depuis Montluçon.
Il existe un contournement de la ville par le nord. Celui-ci est assuré par les routes départementales 13, 533, 147 et 987 ; il permet d'éviter la traversée de la ville (ainsi que de Montaigut) par la D 2144, en réduisant les nuisances dans la traversée du bourg et en desservant notamment les usines (dont Rockwool). Ces travaux, commencés dès 1996, sont quasiment achevés.
Le territoire communal est également traversé par les routes départementales 79 (vers Durmignat, au nord-est), 92 (vers Buxières-sous-Montaigut au nord et Moureuille à l'est), 110 (vers Montjoie, lieu-dit de Youx, et Teilhet), 529 (vers Pigoil, au sud-est de la commune, et Youx, au sud-ouest) et 529a.

#### Transport ferroviaire
Située sur la ligne de Lapeyrouse à Volvic, la gare de Saint-Éloy-les-Mines était desservie par des trains régionaux et un trafic de marchandises était assuré. La ligne étant fermée depuis fin 2007, tout trafic a cessé.

#### Transport en commun
Saint-Éloy-les-Mines est desservie par trois lignes du réseau Cars Région, gérées par la région Auvergne-Rhône-Alpes :
- la ligne B19 (réseau Cars Région Allier), reliant Saint-Éloy-les-Mines à Commentry et Montluçon ;
- la ligne P61 (réseau Cars Région Puy-de-Dôme), reliant Montaigut-en-Combraille à Menat, Combronde, Riom et Clermont-Ferrand ;
- la ligne X51 (réseau Cars Région Express), reliant Saint-Éloy-les-Mines à Clermont-Ferrand via Les Ancizes-Comps (un aller le lundi matin de Clermont-Ferrand vers le lycée de Saint-Éloy et un retour le vendredi soir dans le sens inverse).

## Toponymie

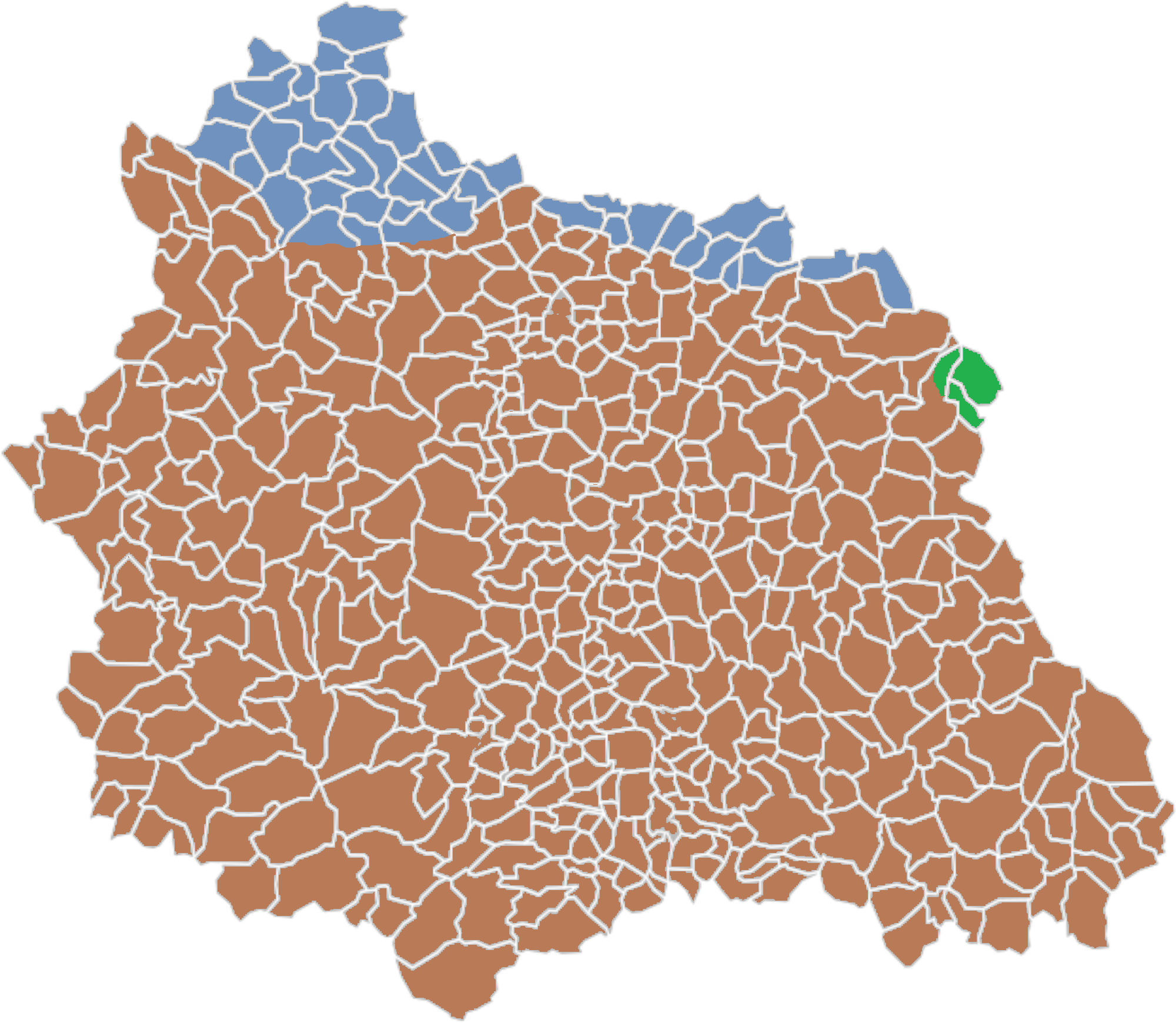
Carte linguistique du Puy-de-Dôme (Atlas sonore des langues régionales, CNRS). En bleu clair : les parlers bourbonnais du Croissant ; en marron : le nord-occitan ; en vert : l'arpitan.

Saint-Eloy-les-Mines fait partie de l'aire linguistique du Croissant, zone de transition entre l'occitan et la langue d'oïl. Dans le bourbonnais du Croissant, la ville est nommée Sent Ale / Saint Ale. Ce secteur est, en effet, très imprégné de la langue d'oïl.

## Histoire
L'histoire de la commune se trouve étroitement liée à l'extraction du charbon qui commence en 1741 à la Vernade où quelques mines sont ouvertes. C'est vers la fin des années 1790 que l'exploitation devient plus rationnelle avec le forage de puits.
La ville obtient son statut de commune en 1789.

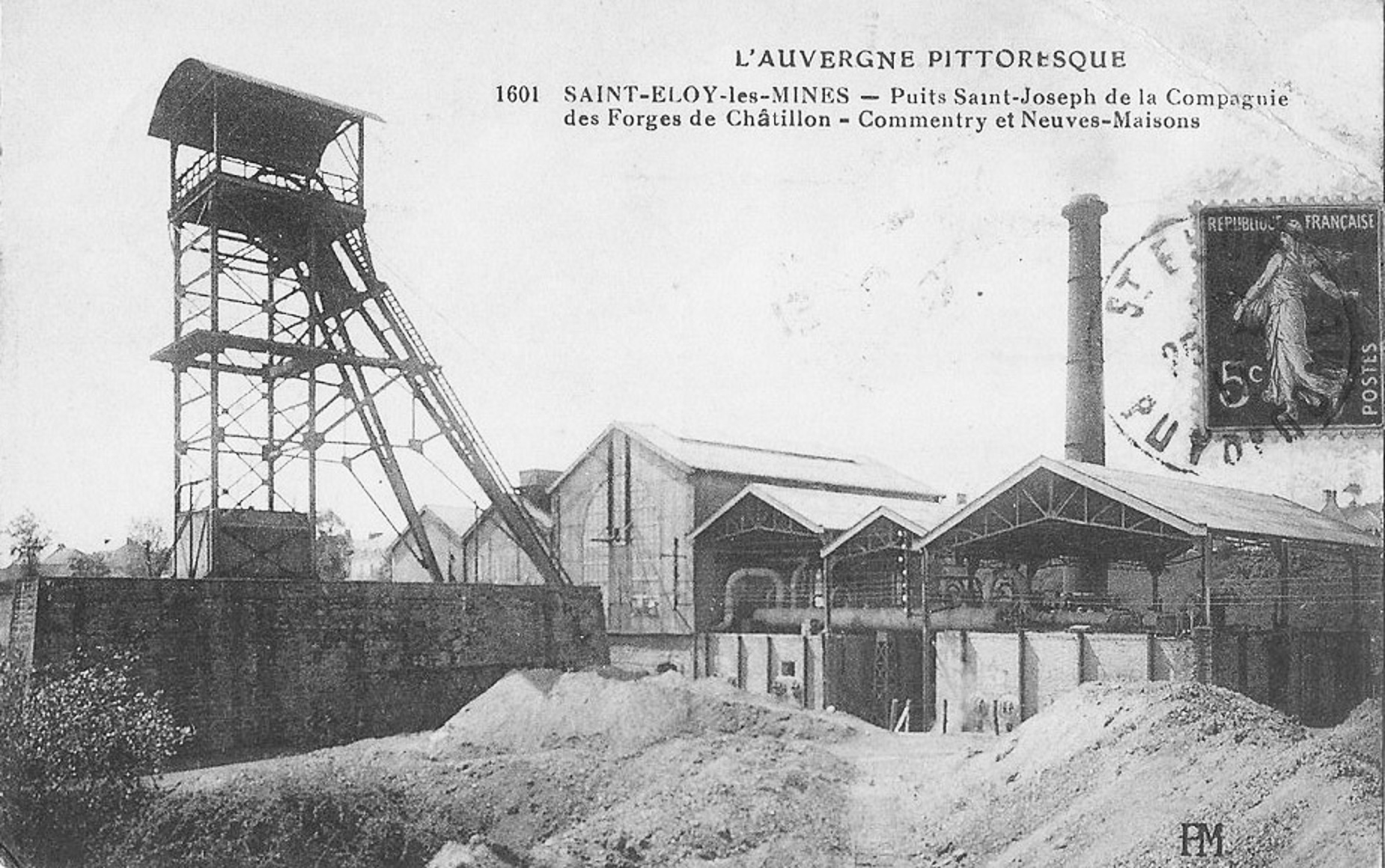
Le puits Saint-Joseph au début du XXe siècle, alors exploité par la Compagnie des forges de Châtillon-Commentry et Neuves-Maisons.
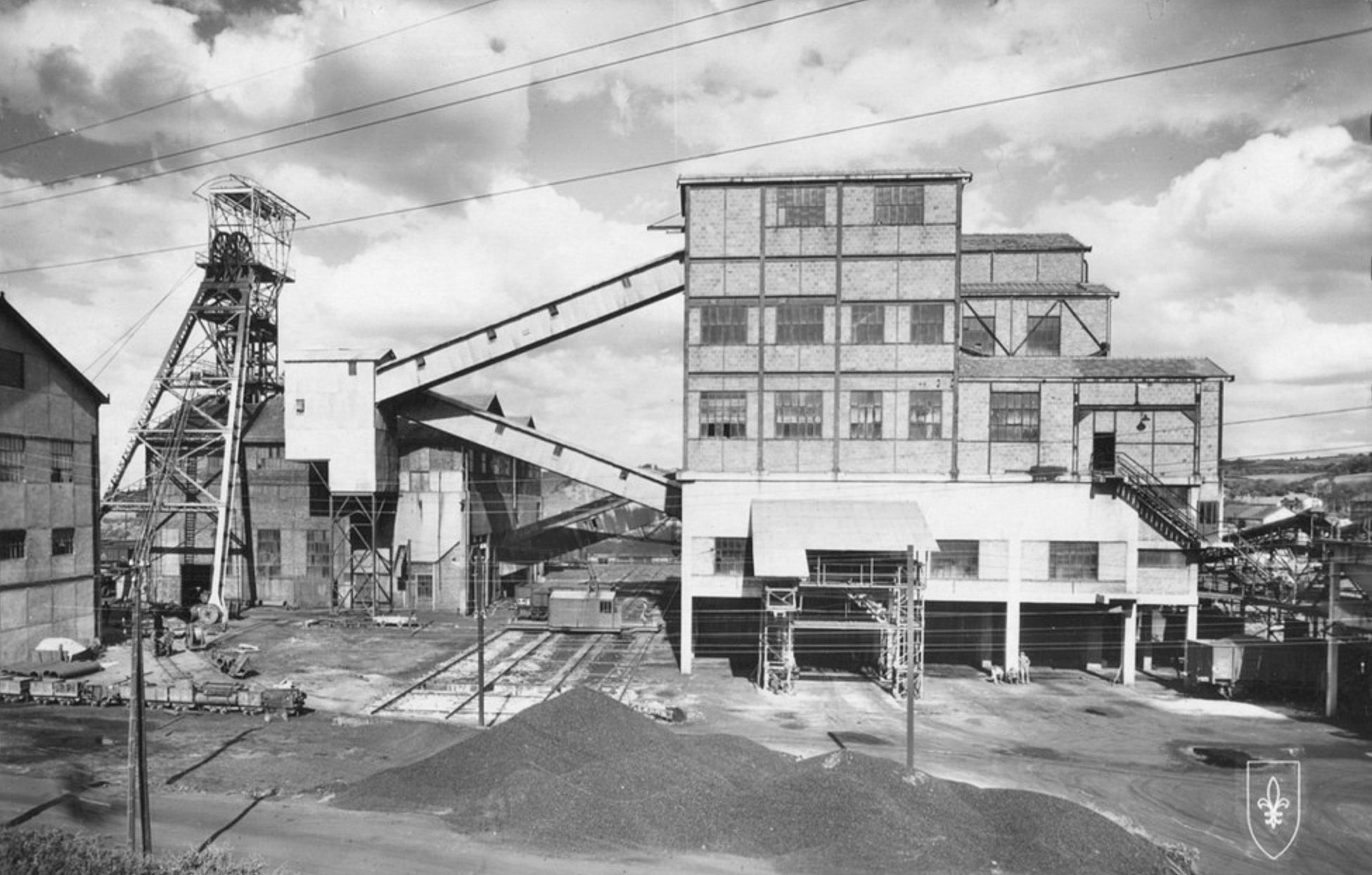
Le puits Saint-Joseph modernisé.

En 1982, l'exploitation de charbon prend définitivement fin à Saint-Eloy-les-Mines.
En 1980, l'entreprise Rockwool spécialisée dans la fabrication de laine de roche installe une usine dans la ville. Il s'agit de la seule sur le territoire français.

## Politique et administration

### Rattachements administratifs et électoraux
Rattachements administratifs

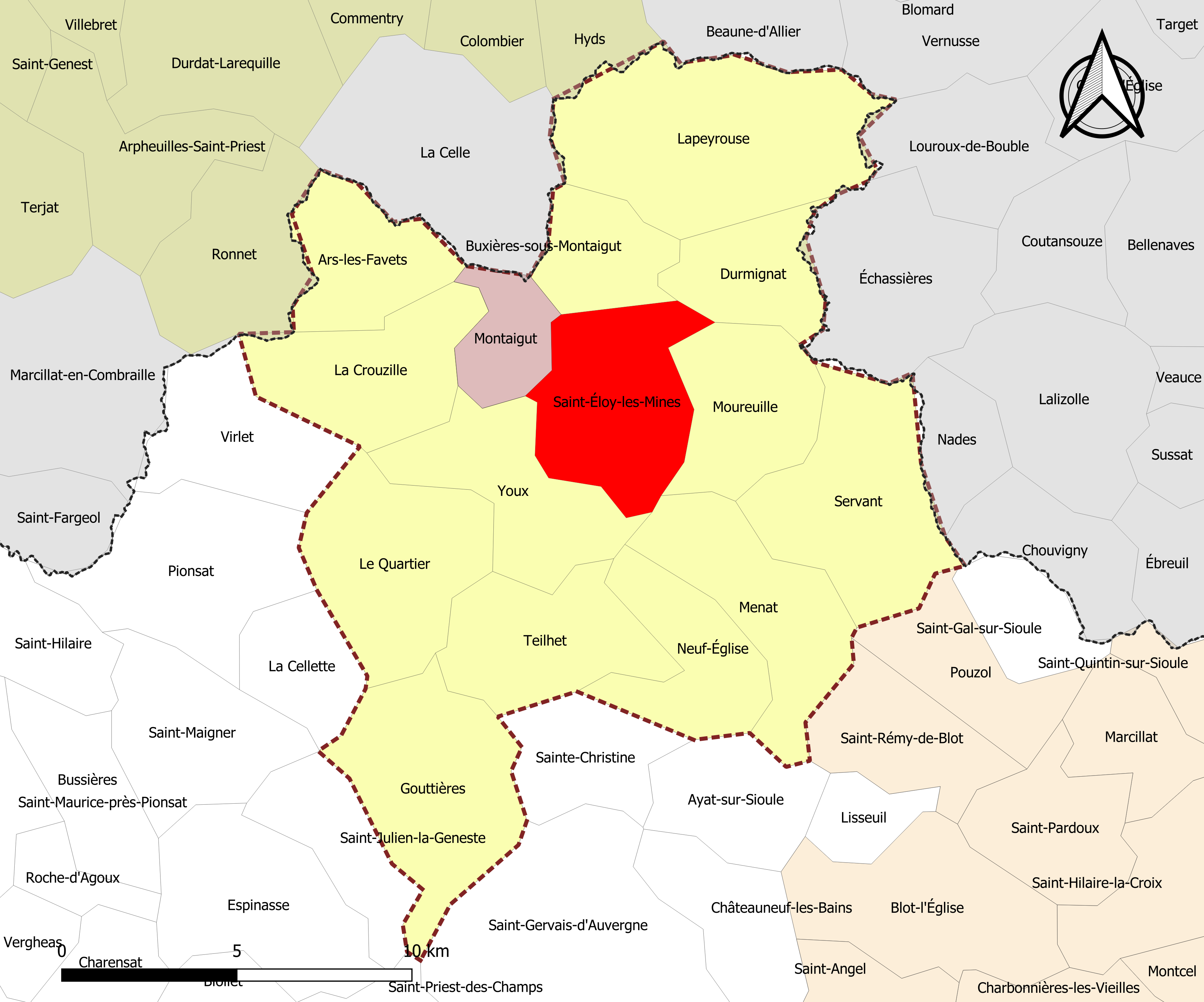
Couronne de la ville de Saint-Éloy-les-Mines en 2020.

La commune se trouve  dans l'arrondissement de Riom du département du Puy-de-Dôme.
Elle faisait partie depuis 1793 du canton de Montaigut. Dans le cadre du redécoupage cantonal de 2014 en France, cette circonscription administrative territoriale a disparu, et le canton n'est plus qu'une circonscription électorale.
Rattachements électoraux
Pour les élections départementales, la commune est depuis 2014 le bureau centralisateur  du canton de Saint-Éloy-les-Mines
Pour l'élection des députés, elle fait partie de la deuxième circonscription du Puy-de-Dôme.

### Intercommunalité
Saint-Éloy-les-Mines était le siège de la petite communauté de communes du Pays de Saint-Éloy-les-Mines, un établissement public de coopération intercommunale (EPCI) à fiscalité propre créé en 2013.
Dans le cadre de l'approfondissement de la coopération intercommunale prévu par la loi portant nouvelle organisation territoriale de la République (Loi NOTRe) du 7 août 2015, qui prescrit la constitution d'intercommunalités de taille importante, le Pays de Saint-Éloy-les-Mines fusionne avec ses voisines pour former, le 1er janvier 2017, la communauté de communes du Pays de Saint-Éloy dont la ville est le siège.

### Tendances politiques et résultats
Lors des élections Municipales de 2014 c'est Marie-Thérèse SIKORA qui l'emporte avec 59,48 % des voix (1195 votes), face à Christopher DEMBIK qui a obtenu 40,52 % des voix (814 votes), pour un taux de participation de 69,92%.
Lors du premier tour des élections municipales de 2020 dans le Puy-de-Dôme, la liste DVG menée par  Anthony Palermo devance de vingt voix celle de la liste DVD de la maire sortante, Marie-Thérèse Sikora et remporte l'élection, avec 50,6 % des voix (828 contre 808 pour Marie-Thérèse Sikora et 56 votes nuls, le taux de participation étant de 61,1 %).

### Administration municipale

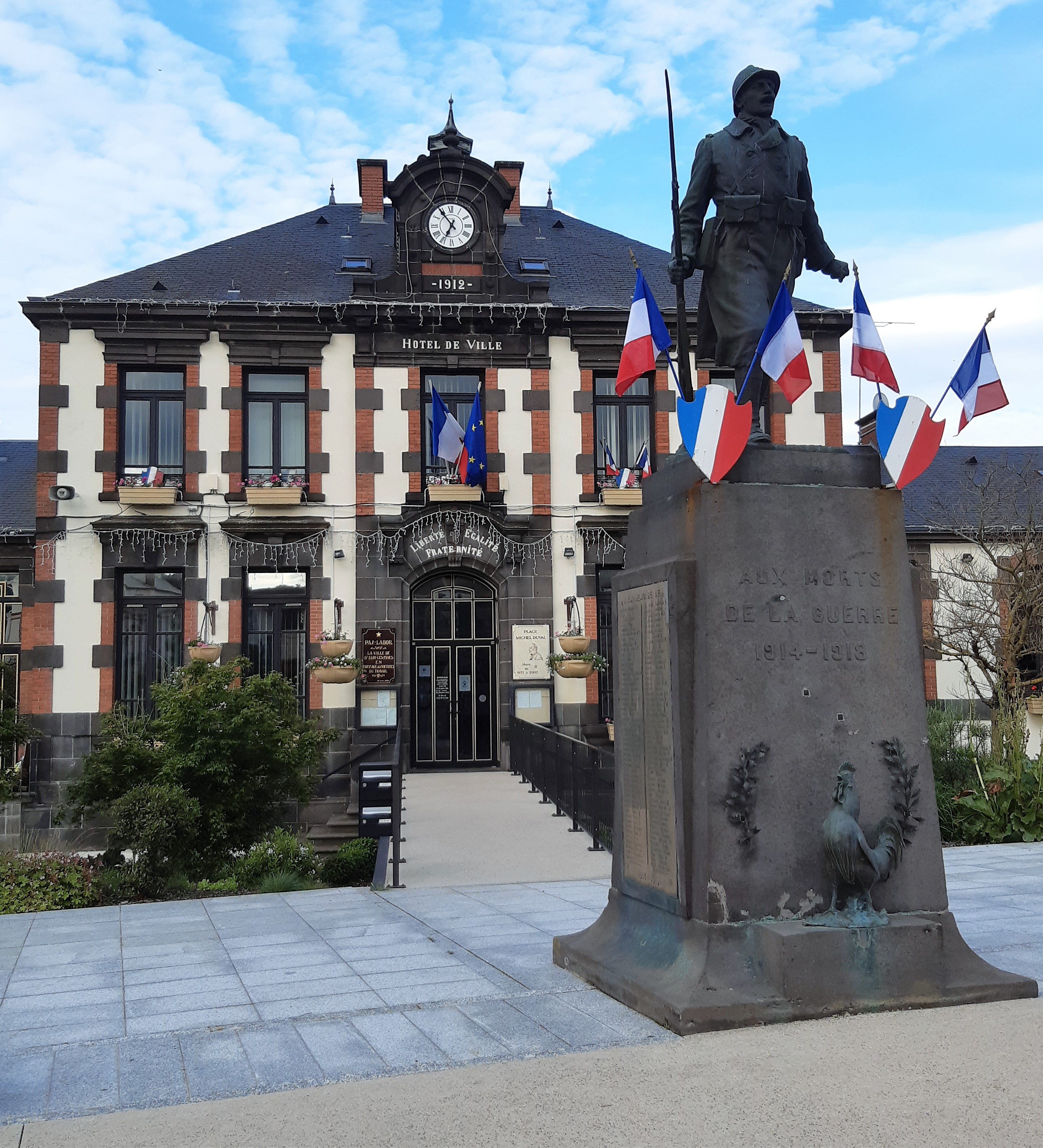
La mairie.

Compte tenu de la population de la commune, le conseil municipal est constitué de vingt-sept élus, dont le maire et ses adjoints.

### Liste des maires
| Période    | Période                   | Identité             | Étiquette                         | Qualité |
| ---------- | ------------------------- | -------------------- | --------------------------------- | --- |
| 1803       | 1810                      | Delavillene          |                                   | |
| 1810       | 1820                      | Boutin               |                                   | |
| 1820       | 1828                      | Tourret              |                                   | |
| 1828       | 1848                      | Etienne Peronin      |                                   | |
| 1848       | 1870                      | Jean Guyot           |                                   | |
| 1870       | 1871                      | Louis Bourilhet      |                                   | |
| 1871       | 1874                      | Gilbert Michard      |                                   | |
| 1874       | 1878                      | Henry de Place       |                                   | |
| 1878       | 1884                      | Charles Duron        |                                   | |
| 1884       | 1889                      | Adolphe Bonnet       |                                   | |
| 1889       | 1892                      | Nicolas Guyot        |                                   | |
| 1892       | 1904                      | Adolphe Bonnet       |                                   | |
| 1904       | 1919                      | Jean-Baptiste Duchet | SFIO                              | Mineur, conseiller d'arrondissement du canton de Montaigut |
| 1919       | 1930                      | Gabriel Blanc        | SFIO                              | Conseiller d'arrondissement du canton de Montaigut |
| 1930       | 1943                      | Alexandre Varenne,   | SFIO puis DVG puis PSF            | Journaliste, fondateur de La Montagne Député du Puy-de-Dôme (1906 → 1910, 1914 → 1936 et 1945 → 1947) Conseiller général de Clermont-Ferrand-Sud-Ouest (1919 → 1942) Gouverneur général de l'Indochine (1925 → 1928) Révoqué par le Gouvernement de Vichy |
| 1943       | 1945                      | Ismaël Beaulaton     |                                   | |
| 1945       | 1961                      | Rémy Durin           | SFIO                              | Métayer puis mineur, syndicaliste CGT Démissionnaire |
| 1961       | 1965                      | Léon Meunier         |                                   | |
| mars 1965  | mars 1971                 | Marcel Pouzadoux     | SFIO                              | Directeur d'école |
| mars 1971  | avril 2007                | Michel Duval         | FNRI puis UDF-PR puis DL puis UMP | Inspecteur de l'économie nationale Député du Puy-de-Dôme (5e circ.) (1967 → 1973) Conseiller général de Montaigut (1973 → 1979 et 1992 → 2004) |
| avril 2007 | mai 2020                  | Marie-Thérèse Sikora | UMP → LR                          | Secrétaire de direction retraitée Conseillère régionale d'Auvergne (1998 → 2015) Conseillère régionale d'Auvergne-Rhône-Alpes (2015 → ) Présidente de la CC du Pays de Saint-Éloy-les-Mines (2013 → 2016)                                                 |
| mai 2020,  | En cours (au 26 mai 2020) | Anthony Palermo      | ex-PS                             | Chef d'entreprise Vice-président de la CC du Pays de Saint-Éloy (2020 → ) |

### Politique environnementale
Une déchèterie est implantée sur la commune.

## Population et société

### Démographie
Le dépouillement d'actes, issus des BMS (baptêmes, mariages, décès) jusqu'à 1792, puis de l'État civil à partir de 1793, en libre accès aux archives départementales, permet d'établir la variation du nombre de mariages en fonction des années.
Référence Cercle Généalogique et Héraldique d'Auvergne et du Velay.
Les corrélations entre les deux fonctions : nombre de mariages (source CGHAV période 1670 à 1895) et nombre d'habitants (source Insee période 1793 à 2000), ayant chacune comme paramètre l'année, permet d'établir la démographie de la commune de 1670 à 2000.

L'évolution du nombre d'habitants est connue à travers les recensements de la population effectués dans la commune depuis 1793. Pour les communes de moins de 10 000 habitants, une enquête de recensement portant sur toute la population est réalisée tous les cinq ans, les populations de référence des années intermédiaires étant quant à elles estimées par interpolation ou extrapolation. Pour la commune, le premier recensement exhaustif entrant dans le cadre du nouveau dispositif a été réalisé en 2005.

En 2022, la commune comptait 3 484 habitants, en évolution de −6,22 % par rapport à 2016 (Puy-de-Dôme : +2,1 %, France hors Mayotte : +2,11 %).
| 1793 | 1800 | 1806 | 1821 | 1831 | 1836 | 1841 | 1846  | 1851  |
| ---- | ---- | ---- | ---- | ---- | ---- | ---- | ----- | ----- |
| 712  | 607  | 607  | 732  | 798  | 840  | 900  | 1 010 | 1 352 |

| 1856  | 1861  | 1866  | 1872  | 1876  | 1881  | 1886  | 1891  | 1896  |
| ----- | ----- | ----- | ----- | ----- | ----- | ----- | ----- | ----- |
| 1 530 | 1 403 | 1 682 | 2 393 | 2 879 | 3 213 | 3 427 | 3 895 | 4 508 |

| 1901  | 1906  | 1911  | 1921  | 1926  | 1931  | 1936  | 1946  | 1954  |
| ----- | ----- | ----- | ----- | ----- | ----- | ----- | ----- | ----- |
| 5 570 | 6 395 | 6 621 | 6 415 | 6 709 | 7 008 | 6 853 | 7 267 | 7 056 |

| 1962  | 1968  | 1975  | 1982  | 1990  | 1999  | 2005  | 2006  | 2010  |
| ----- | ----- | ----- | ----- | ----- | ----- | ----- | ----- | ----- |
| 6 733 | 6 316 | 5 646 | 5 293 | 4 721 | 4 134 | 3 892 | 3 840 | 3 657 |

| 2015  | 2020  | 2022  | - | - | - | - | - | - |
| ----- | ----- | ----- | - | - | - | - | - | - |
| 3 723 | 3 492 | 3 484 | - | - | - | - | - | - |

Durant la période de 1800 à 1950, la population a approximativement été multipliée par 10, en liaison avec le développement des mines. À partir de 1950, la population a diminué du fait de l'épuisement des ressources minières. Une restructuration s'est alors opérée vers d'autres secteurs d'activités.

### Enseignement
Saint-Éloy-les-Mines dépend de l'académie de Clermont-Ferrand.
Elle gère une école maternelle publique (la Source) et une école élémentaire publique (la Roche).
Les élèves poursuivent leur scolarité au collège Alexandre-Varenne, situé dans la commune, puis au lycée Virlogeux de Riom pour les filières générales et la filière technologique sciences et technologies du management et de la gestion (STMG), ou au lycée Pierre-Joël-Bonté à Riom pour la filière sciences et technologies de l'industrie et du développement durable (STI2D).
La commune bénéficie d'une double sectorisation : les lycéens peuvent également fréquenter les lycées du secteur de Montluçon.
Il existe aussi une école élémentaire privée et un collège privé (Jeanne-d'Arc).
Le lycée professionnel Desaix (maroquinerie) forme les élèves aux métiers de l'industrie et de la mode, par voie professionnelle ou en apprentissage, en baccalauréat professionnel ou en BTS.

### Manifestations culturelles et festivités
La ville est célèbre dans ses environs pour sa foire aux vins. Chaque année le week-end de Pentecôte, un défilé de chars et des associations de la ville a lieu. Dégustation de produits du pays et attractions.
Il y a aussi une fête patronale qui est organisée chaque année. La Sainte-Barbe est également fêtée à l'église Sainte-Jeanne-d'Arc.

### Sports
- La piscine municipale a été construite dans les années 1970[SEM 3].

## Économie
L'usine Rockwool (fabrication de laine de roche) emploie plus de 810 salariés[Quand ?].[réf. nécessaire]

### Emploi
En 2011, la population âgée de 15 à 64 ans s'élevait à 2 135 personnes, parmi lesquelles on comptait 64,1 % d'actifs dont 51,5 % ayant un emploi et 12,6 % de chômeurs.

## Culture locale et patrimoine

### Lieux et monuments
- Église Sainte-Jeanne-d'Arc des XIXe et XXe siècles.
- Église Saint-Éloy du vieux bourg, du XIIe siècle, dont les fresques sont de style contemporain. Ces fresques ont été peintes par Henri Landais après la Seconde Guerre mondiale[43].
- Plan d'eau et base nautique du vieux bourg.
- Chevalement du puits Saint-Joseph, ancien et dernier charbonnage actif de la ville. Le site héberge le musée de la mine et l'office de tourisme ouverts en 2011 en souvenir du passé de la ville.

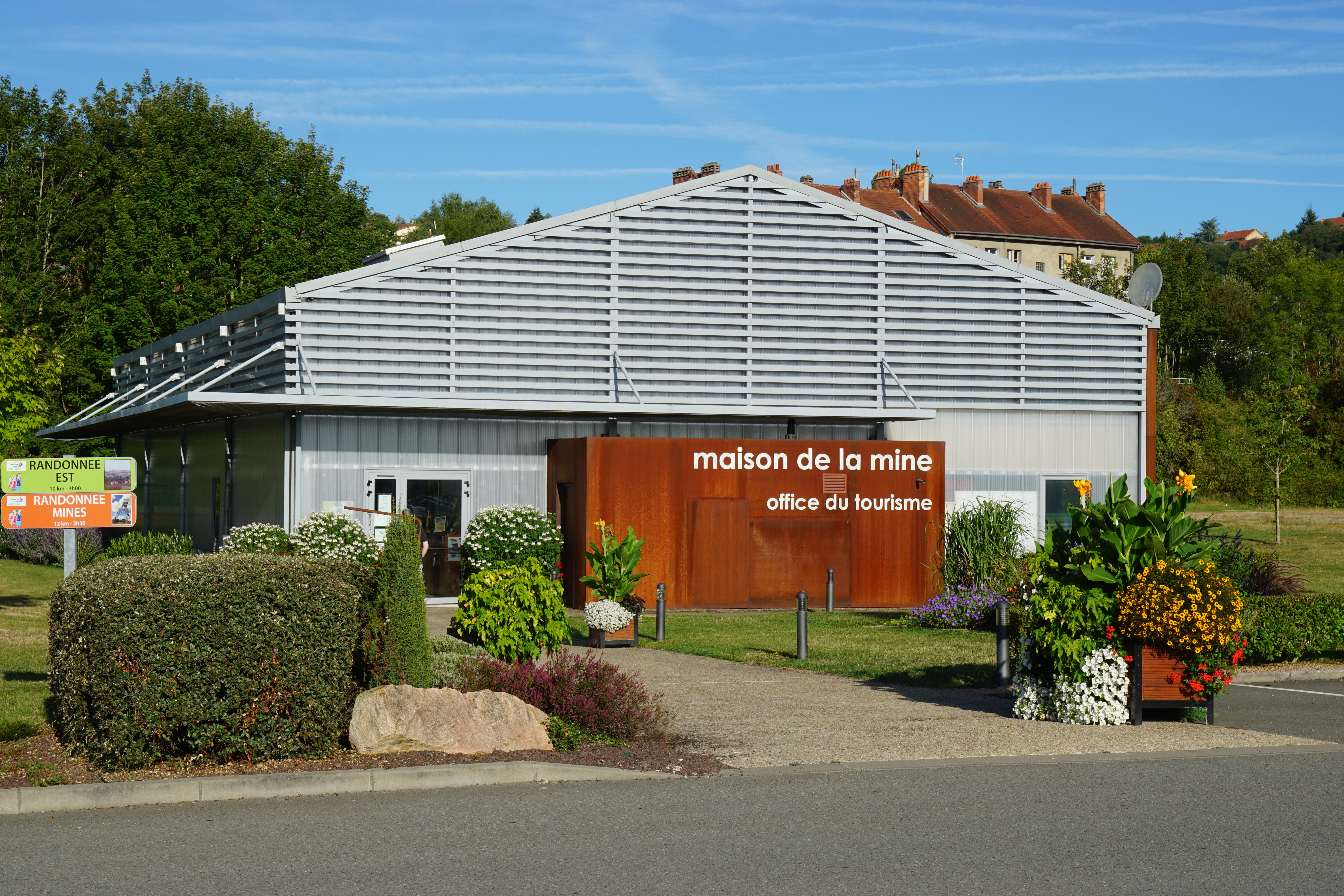
La maison de la mine et du tourisme.
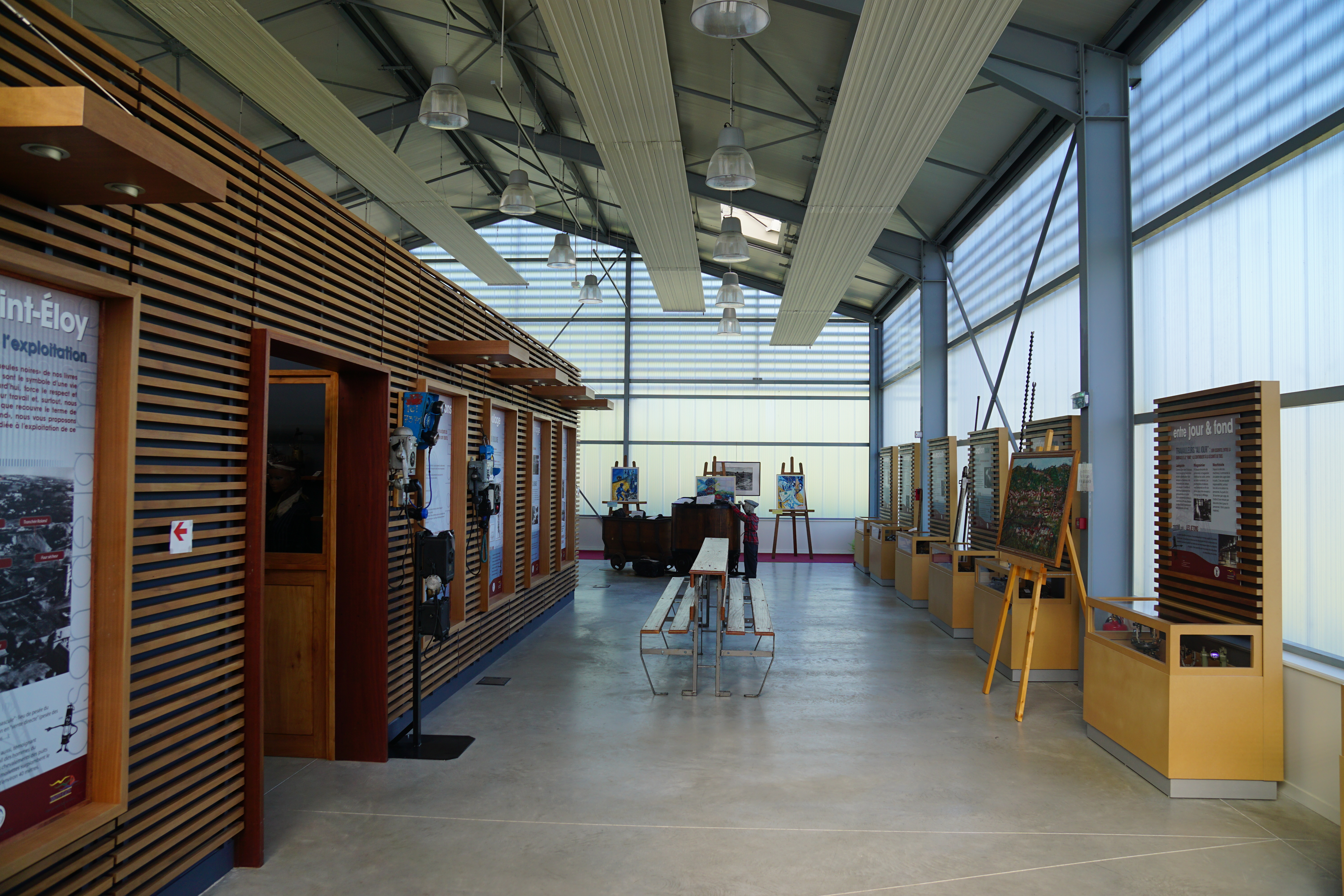
L'intérieur du musée.
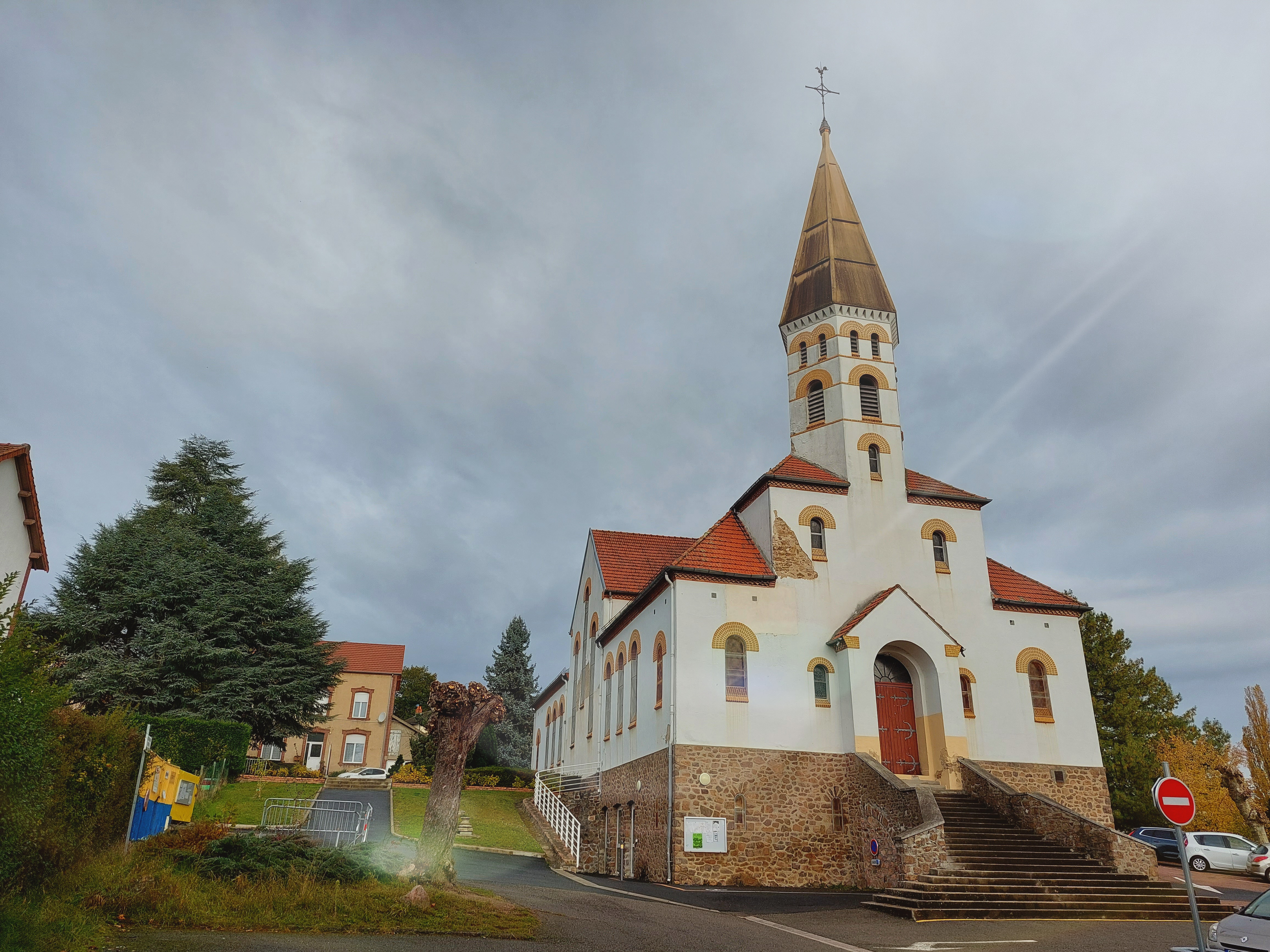
Façade de l'église Sainte-Jeanne-d'Arc
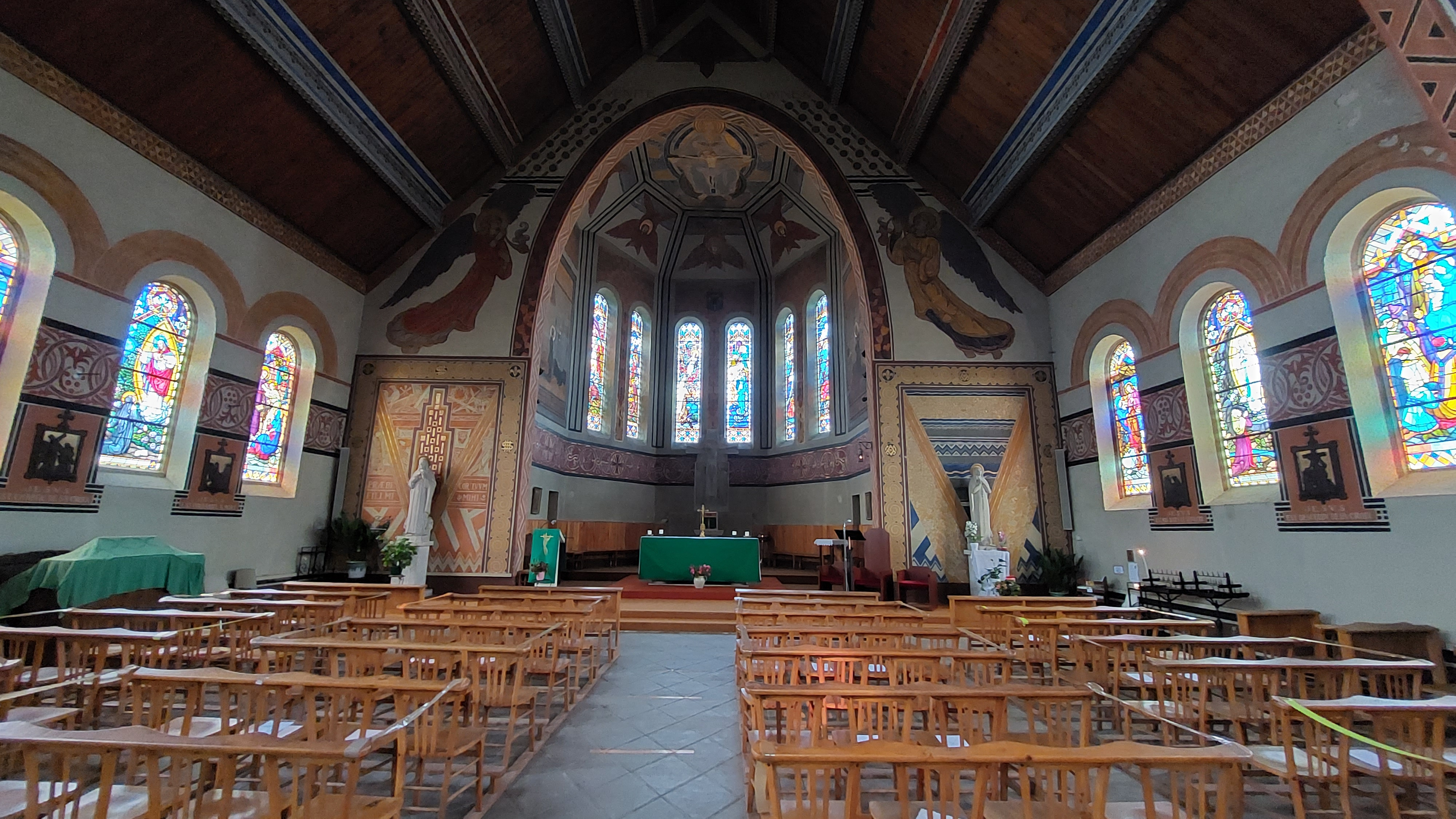
Nef de l'église Sainte-Jeanne-d'Arc
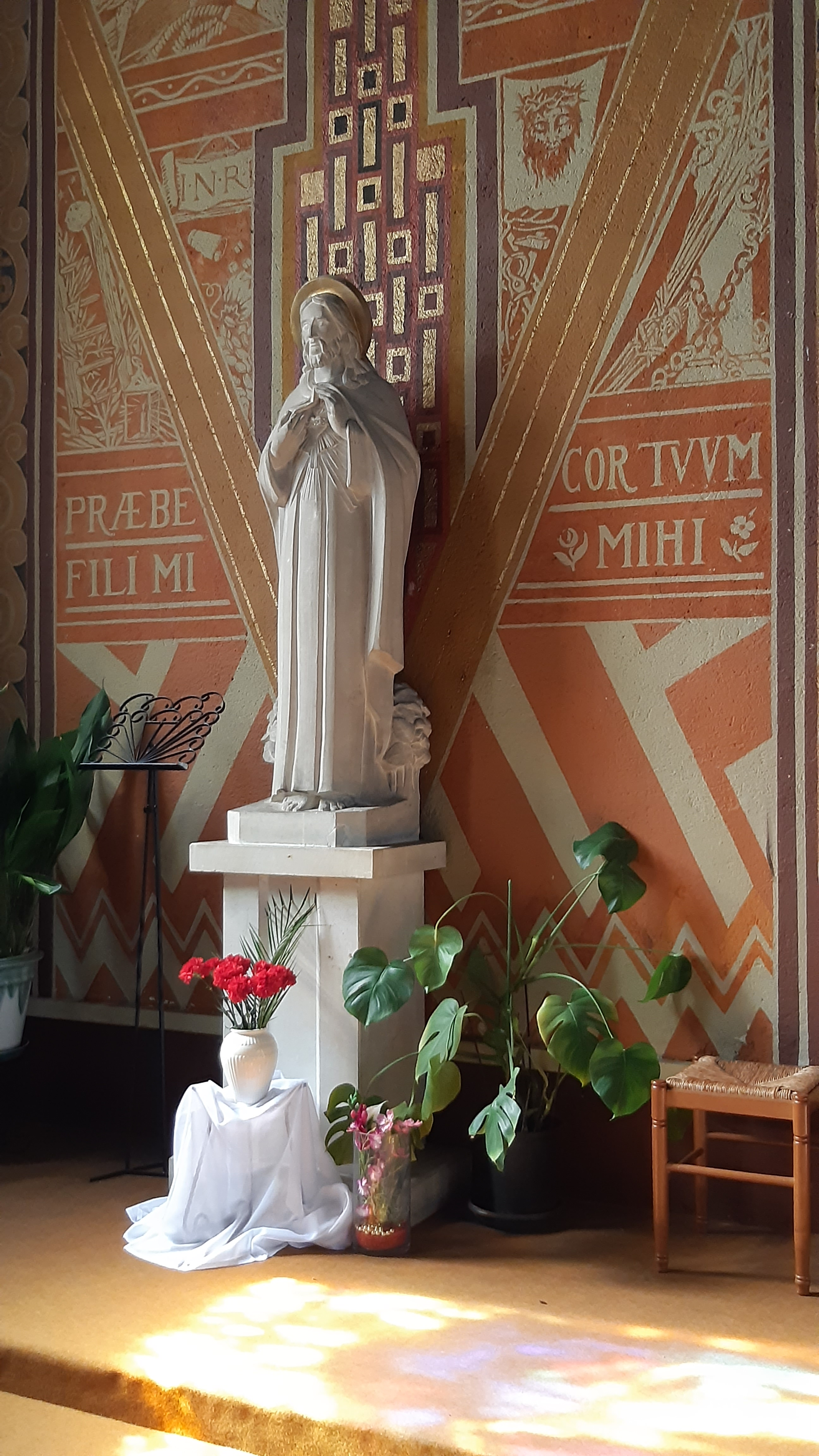
Christ de l'église Sainte-Jeanne-d'Arc.
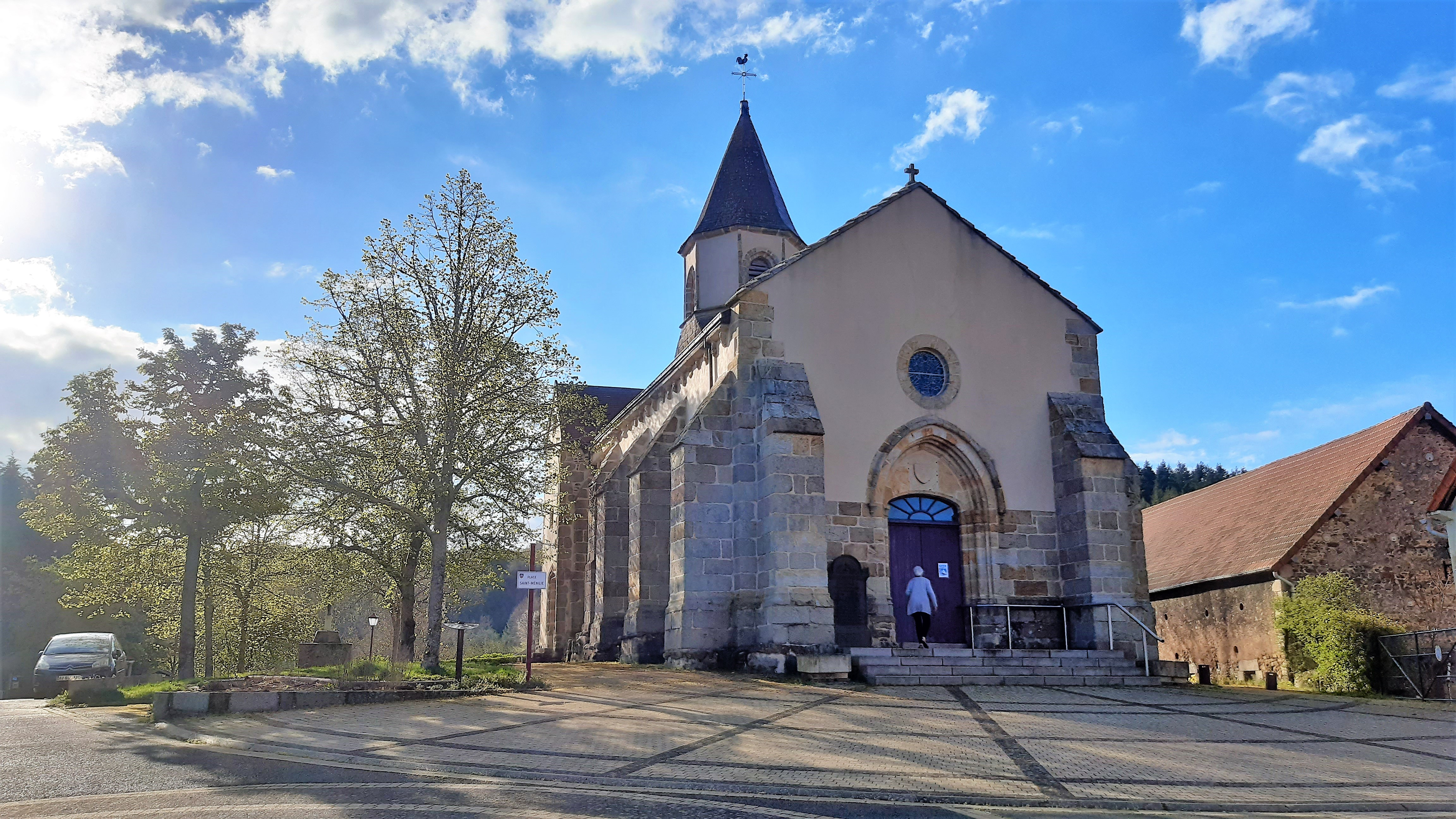
Église Saint-Éloy du Vieux Bourg.
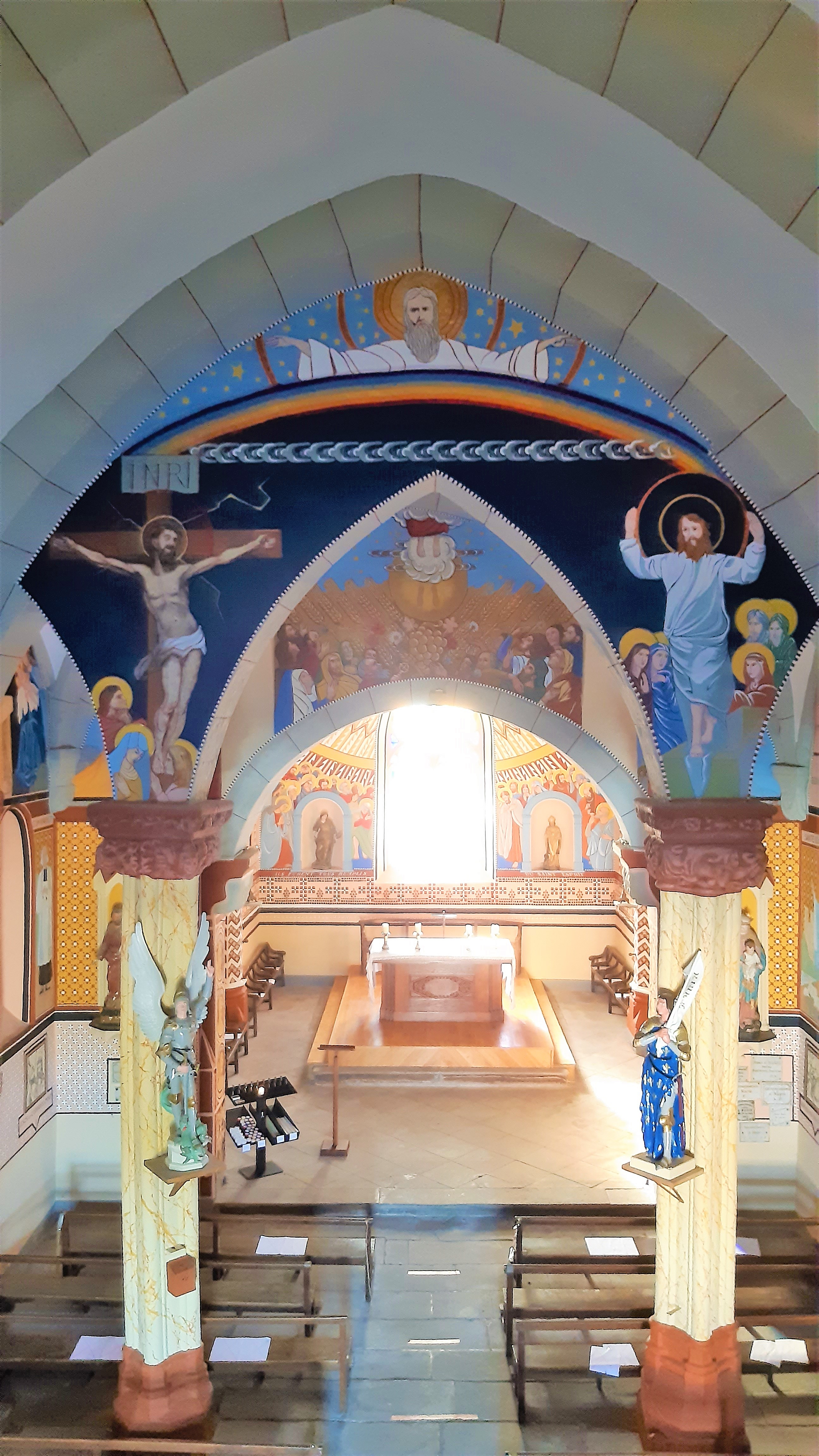
Intérieur et fresques de l'église Saint-Éloy du Vieux Bourg.
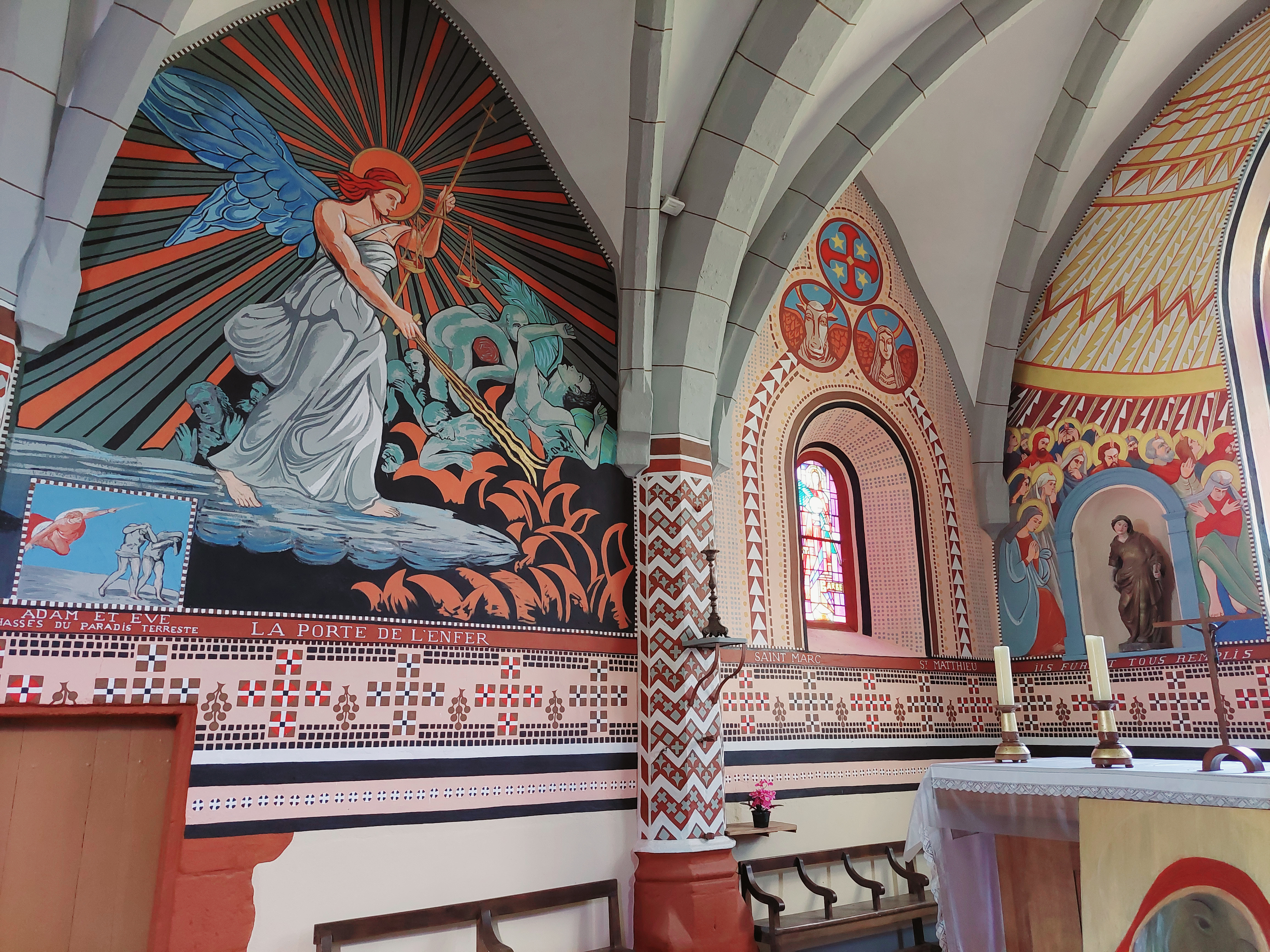
Fresques de l'église Saint-Éloy du Vieux Bourg.
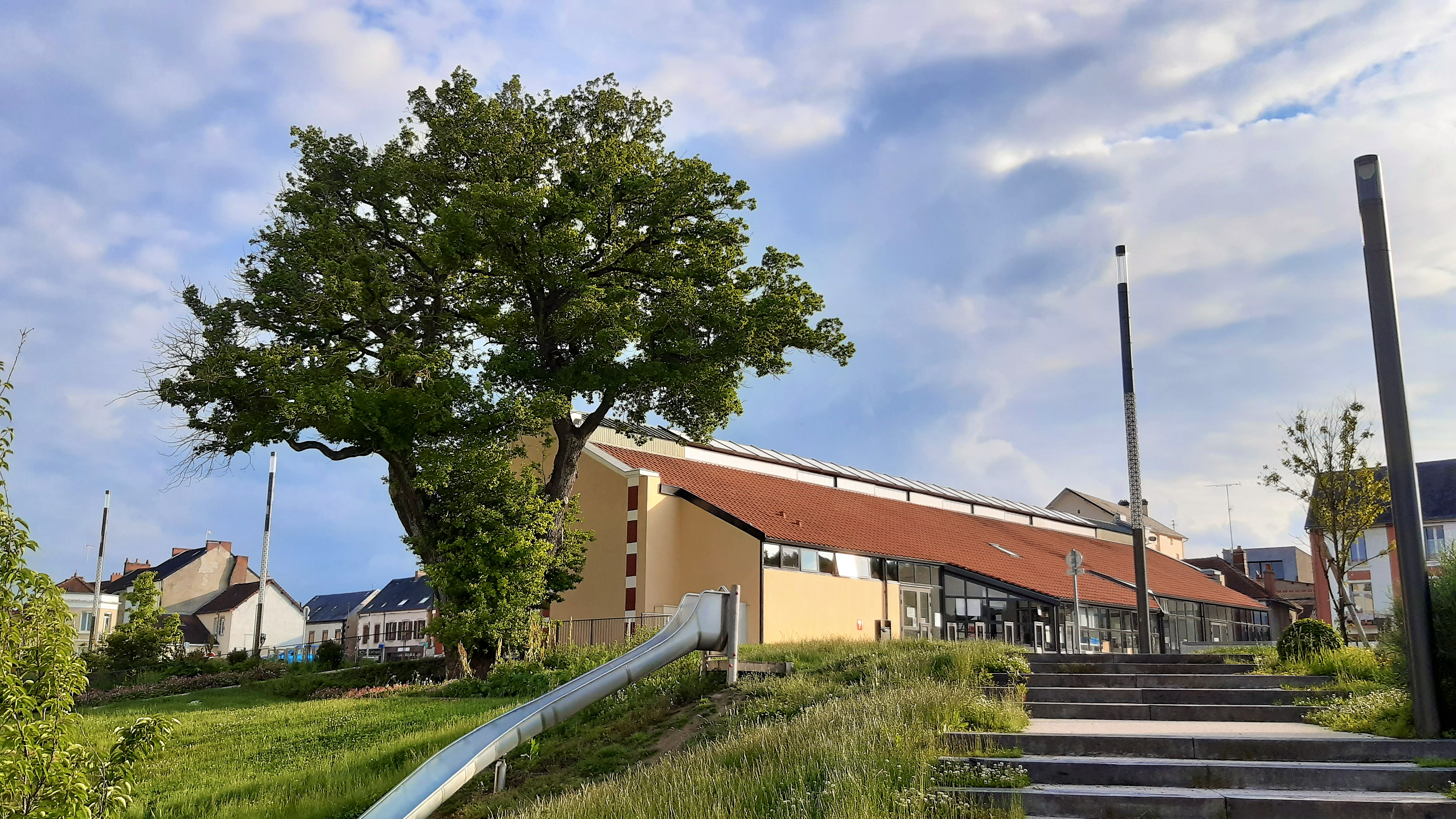
Marché couvert.

### Patrimoine culturel
- La médiathèque communautaire, inaugurée le 9 décembre 2004 par le syndicat intercommunal d'équipement de la zone Saint-Éloy / Youx / Montaigut, est ouverte au public depuis le 4 janvier 2005[SEM 4].

### Personnalités liées à la commune

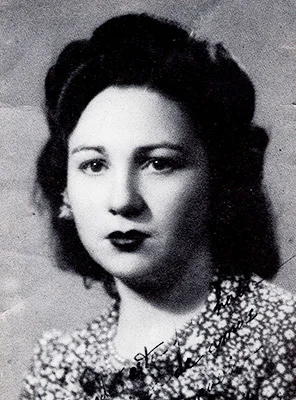
Ángeles Flórez Peón, soldate, figure de l'exil et dernière milicienne survivante de la guerre d'Espagne.

- Claude Rodier, résistante, épouse de Pierre Virlogeux, née à Saint-Éloy-les-Mines le 21 juillet 1903.
- Antoine Tomé, auteur-compositeur-interprète, musicien et comédien, né à Saint-Éloy-les-Mines le 22 mars 1951[44].
- François Bel-Ker, royaliste, secrétaire général de l'Action française, né à Saint-Éloy-les-Mines le 6 juillet 1981.
- Ángeles Flórez Peón (1918-2024), femme politique et écrivaine républicaine espagnole, exilée dans la commune[45] et son époux, capitaine de l'Armée de la République, Graciano Rozada Vallina (1913-2003), mort dans la commune[46].

### Héraldique
Le blason représente, avec la lampe minière, le passé de la ville qui s'est principalement développé avec les mines de charbon.
| Blason de Saint-Éloy-les-Mines | Blason  | Divisé en chevron; au 1er d'azur à deux fers à cheval d'or,au 2e de gueules à la lampe de mineur d'or au chevron d'argent brochant sur la partition. |
| Blason de Saint-Éloy-les-Mines | Détails | Le statut officiel du blason reste à déterminer. |